# Anaheim
Anaheim (IPA: /ˈænəhaɪm/) är en stad i Orange County söder om Los Angeles i Kalifornien i USA. Anaheim beräknades ha cirka 347 000 invånare den 1 januari 2014.

## Historia
Staden grundades år 1857 av tyska nybyggare som var vinbönder från Bayern. Namnet kommer från den närliggande floden Santa Ana River och tyskans Heim som betyder "hem".

## Sevärdheter
I Anaheim finns den stora nöjesparken Disneyland som grundades 1955 och är stadens största arbetsgivare.

## Sport
I Anaheim återfinns National Hockey League-klubben Anaheim Ducks som vann Stanley Cup 2007 och Major League Baseball-klubben Los Angeles Angels som vann World Series 2002.

## Uppmärksammade händelser
Vid 30-årsfirandet av Disneyland 1985 genomfördes världens då största ballongsläpp. Rekordet slogs året senare av "Balloonfest '86" organiserat av välgörenhetsorganisationen The United Way of Cleveland i Ohio, USA.

## Kända personer från Anaheim
- Joseph M Acaba, astronaut
- Jeff Buckley, musiker
- Don Davis, filmkompositör
- Leo Fender, entreprenör
- Gwen Stefani, sångerska i No Doubt
- Milo Ventimiglia, skådespelare
- Rudolph Boysen, trädgårdsmästare[4]
- Tiger Woods, golfspelare[4]